# Bolbaffer guineaensis
Bolbaffer guineaensis es una especie de coleóptero de la familia Geotrupidae.

## Distribución geográfica
Habita en Guinea (África).